# Pierre Béluse
Pierre Béluse (* 21. Juli 1935 in Lachine/Québec; † 15. November 2015 in Sherbrooke/Québec) war ein kanadischer Perkussionist und Musikpädagoge.

## Leben
Béluse trat zwischen 1953 und 1965 in verschiedenen Nachtclubs in Montreal auf. Am Konservatorium der Stadt studierte er von 1957 bis 1959 bei Saul Goodman und Louis Charbonneau. Seit den frühen 1960er Jahren arbeitete er als Jazzperkussionist mit Musikern wie Paul Bley, Pierre Leduc, Galt MacDermot, René Thomas und Jimmy Heath zusammen. Mit dem Pariser Vokalensemble Double-Six unternahm er 1961 eine Tournee durch Québec.
Von 1959 bis 1980 war Béluse Mitglied des Montreal Symphony Orchestra, außerdem gehörte er verschiedenen Orchestern der CBC an. Mit dem Ensemble der Société de musique contemporaine du Québec, dem er seit 1967 angehörte, nahm er 1972 am Festival d’art Contemporain in Royan teil. Neben Guy Lachapelle und Robert Leroux gehörte er dem 1972 von Micheline Coulombe Saint-Marcoux gegründeten Ensemble Polycousmie an. 1982 wurde er Mitglied des National Arts Centre Orchestra.
Ab 1967 unterrichtete Béluse an der McGill University, wo er 1969 das McGill Percussion Ensemble gründete. Zu seinen Schülern zählten u. a. René Amesse, Kenneth Simpson und Jonathan Wade. Weiterhin gründete er 1978 das Concept Neuf, das auf Arrangements populärer Musik für Perkussionsensemble spezialisiert war. 1979 wurde er Präsident der Sektion Québec der Percussive Arts Society. Selbst komponierte er einige Werke für Perkussion. Neben Aufnahmen mit Concept Neuf und dem McGill Percussion Ensemble spielte er je eine LP mit Galt MacDermot und mit Armas Maiste ein.